# 吴国平
吴国平（1962年—），男，汉族，江苏宜兴人，中华人民共和国企业家，中国佛教协会副秘书长，全国人民代表大会江苏地区代表。

## 生平
毕业于西北工业大学思想政治教育专业，加入中国民主促进会。担任无锡灵山文化旅游集团有限公司董事长。2008年起担任全国人大代表。2013年，被选为全国人大代表。2018年2月24日，当选为第十三届全国人大代表。